# ソソ・リパルテリアニ
ソソ・リパルテリアニ（Soso Liparteliani　1971年2月3日- ）は、ジョージアのラチャ＝レチフミおよびクヴェモ・スヴァネティ州出身の柔道選手。階級は78kg級。身長178cm。エテリ・リパルテリアニは姪にあたる。

## 人物
1994年のヨーロッパ選手権78kg級で2位になった。1995年の世界選手権では7位だった。1996年アトランタオリンピックでは銅メダルを獲得した。1997年には階級を86kg級に上げてロシア国際で優勝した。

## 主な戦績
- 1992年 - グルジア国際　優勝
- 1993年 - グルジア国際　優勝
- 1994年 - ロシア国際　3位
- 1994年 - ヨーロッパ選手権　2位
- 1995年 - ロシア国際　優勝
- 1995年 - 世界選手権　7位
- 1996年 - アトランタオリンピック　3位
- 1997年 - ロシア国際　86kg級　優勝